# Arthenas
Arthenas ist eine ehemalige französische Gemeinde und eine Commune déléguée in der Commune nouvelle La Chailleuse und  mit zuletzt 162 Einwohnern (Stand 2018) im Département Jura in der Region Bourgogne-Franche-Comté. Sie befand sich dort im Arrondissement Lons-le-Saunier und im Kanton Moirans-en-Montagne. 
Mit Wirkung vom 1. Januar 2016 wurden die früheren Gemeinden Arthenas, Essia, Saint-Laurent-la-Roche und Varessia zu einer Commune nouvelle mit dem Namen La Chailleuse zusammengelegt. 

## Geografie
Die Nachbarorte sind Bornay im Norden, Essia und Varessia im Osten, Rothonay im Süden sowie Saint-Laurent-la-Roche und Augisey im Westen.

## Bevölkerungsentwicklung

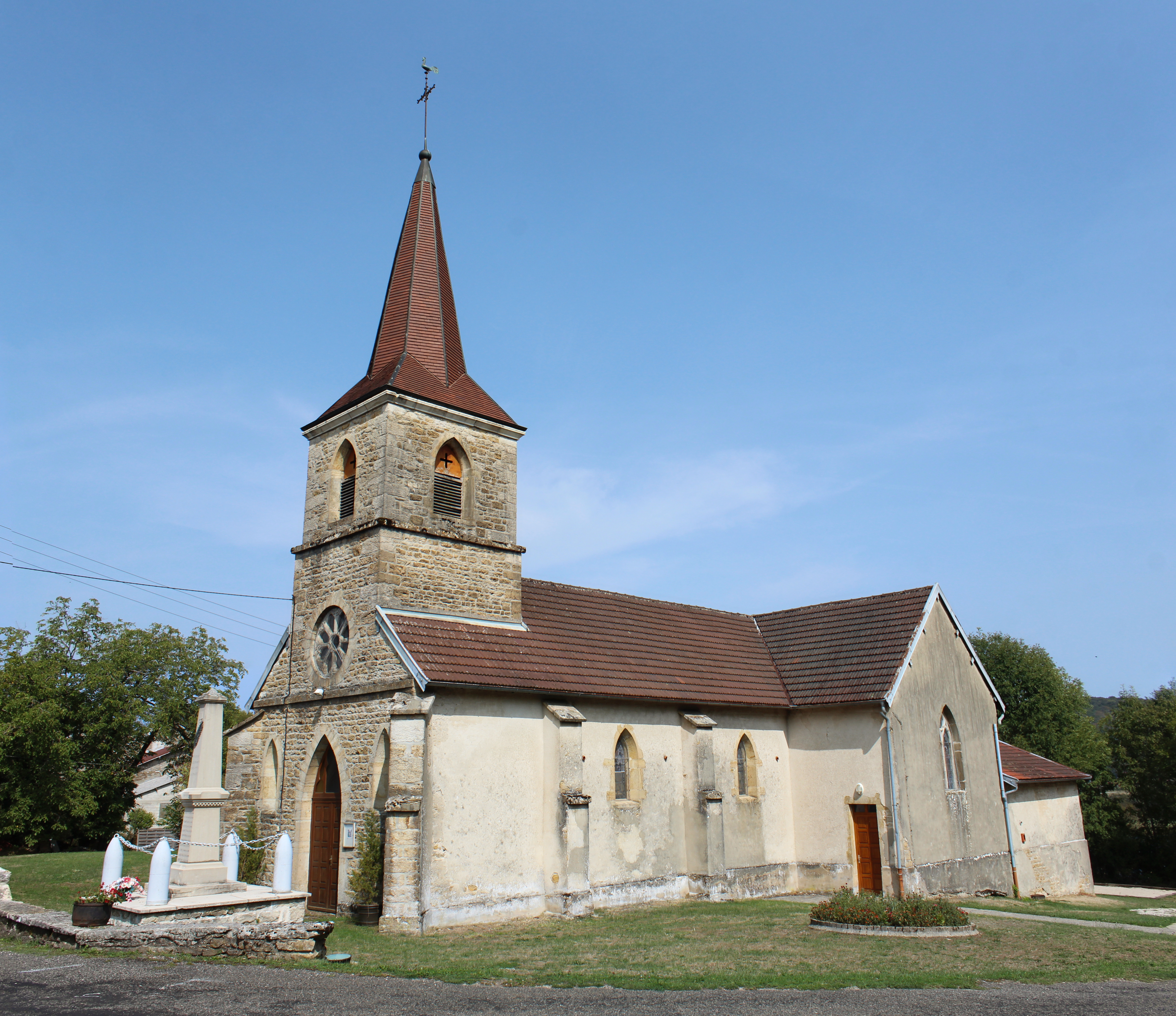
Kirche Saint-Laurent

| 1962 | 1968 | 1975 | 1982 | 1990 | 1999 | 2008 | 2018 |
| ---- | ---- | ---- | ---- | ---- | ---- | ---- | ---- |
| 185  | 181  | 156  | 155  | 168  | 141  | 153  | 162  |